# Édison Caicedo
Édison Caicedo (n. Esmeraldas, Ecuador; 13 de marzo de 1990) es un futbolista ecuatoriano. Juega de centrocampista y su equipo actual es El Nacional de la Serie A de Ecuador.

## Estadísticas

### Clubes
Actualizado al último partido disputado el 2 de agosto de 2025.
| Club                            | Div.          | Temporada     | Liga  | Liga  | Copas nacionales | Copas nacionales | Copas internacionales | Copas internacionales | Total | Total |
| Club                            | Div.          | Temporada     | Part. | Goles | Part.            | Goles            | Part.                 | Goles                 | Part. | Goles |
| ------------------------------- | ------------- | ------------- | ----- | ----- | ---------------- | ---------------- | --------------------- | --------------------- | ----- | ----- |
| Macará · Ecuador                | 1.ª           | 2007          | 6     | 0     | —                | —                | —                     | —                     | 6     | 0     |
| Macará · Ecuador                | 1.ª           | 2008          | 34    | 0     | —                | —                | —                     | —                     | 34    | 0     |
| Macará · Ecuador                | 1.ª           | 2009          | 20    | 0     | —                | —                | —                     | —                     | 20    | 0     |
| Macará · Ecuador                | Total club    | Total club    | 60    | 0     | 0                | 0                | 0                     | 0                     | 60    | 0     |
| Cuniburo · Ecuador              | 3.ª           | 2010          | 19    | 1     | —                | —                | —                     | —                     | 19    | 1     |
| Cuniburo · Ecuador              | Total club    | Total club    | 19    | 1     | 0                | 0                | 0                     | 0                     | 19    | 1     |
| Rocafuerte F. C. · Ecuador      | 2.ª           | 2011          | 34    | 0     | —                | —                | —                     | —                     | 34    | 0     |
| Rocafuerte F. C. · Ecuador      | 2.ª           | 2012          | 39    | 1     | —                | —                | —                     | —                     | 39    | 1     |
| Rocafuerte F. C. · Ecuador      | Total club    | Total club    | 73    | 1     | 0                | 0                | 0                     | 0                     | 73    | 1     |
| C. D. Grecia · Ecuador          | 2.ª           | 2013          | 33    | 3     | —                | —                | —                     | —                     | 33    | 3     |
| C. D. Grecia · Ecuador          | Total club    | Total club    | 33    | 3     | 0                | 0                | 0                     | 0                     | 33    | 3     |
| Guayaquil City · Ecuador        | 2.ª           | 2014          | 38    | 1     | —                | —                | —                     | —                     | 38    | 1     |
| Guayaquil City · Ecuador        | 1.ª           | 2015          | 38    | 0     | —                | —                | —                     | —                     | 38    | 0     |
| Guayaquil City · Ecuador        | 1.ª           | 2016          | 38    | 0     | —                | —                | —                     | —                     | 38    | 0     |
| Guayaquil City · Ecuador        | 1.ª           | 2017          | 40    | 2     | —                | —                | —                     | —                     | 40    | 2     |
| Guayaquil City · Ecuador        | 1.ª           | 2018          | 40    | 0     | —                | —                | —                     | —                     | 40    | 0     |
| Guayaquil City · Ecuador        | Total club    | Total club    | 194   | 3     | 0                | 0                | 0                     | 0                     | 194   | 3     |
| Delfín S. C. · Ecuador          | 1.ª           | 2019          | 27    | 1     | 7                | 1                | 4                     | 0                     | 38    | 2     |
| Delfín S. C. · Ecuador          | Total club    | Total club    | 27    | 1     | 7                | 1                | 4                     | 0                     | 38    | 2     |
| Orense · Ecuador                | 1.ª           | 2020          | 28    | 0     | —                | —                | —                     | —                     | 28    | 0     |
| Orense · Ecuador                | 1.ª           | 2021          | 25    | 0     | —                | —                | —                     | —                     | 25    | 0     |
| Orense · Ecuador                | Total club    | Total club    | 53    | 0     | 0                | 0                | 0                     | 0                     | 53    | 0     |
| Aucas · Ecuador                 | 1.ª           | 2022          | 26    | 0     | 3                | 0                | —                     | —                     | 29    | 0     |
| Aucas · Ecuador                 | 1.ª           | 2023          | 20    | 1     | 0                | 0                | 5                     | 0                     | 25    | 1     |
| Técnico Universitario · Ecuador | 1.ª           | 2024          | 6     | 0     | 0                | 0                | 1                     | 0                     | 7     | 0     |
| Técnico Universitario · Ecuador | Total club    | Total club    | 6     | 0     | 0                | 0                | 1                     | 0                     | 7     | 0     |
| Aucas · Ecuador                 | 1.ª           | 2024          | 15    | 0     | 0                | 0                | —                     | —                     | 15    | 0     |
| Aucas · Ecuador                 | Total club    | Total club    | 61    | 1     | 3                | 0                | 5                     | 0                     | 69    | 1     |
| El Nacional · Ecuador           | 1.ª           | 2025          | 15    | 0     | 2                | 0                | 3                     | 0                     | 20    | 0     |
| El Nacional · Ecuador           | Total club    | Total club    | 15    | 0     | 2                | 0                | 3                     | 0                     | 20    | 0     |
| Total carrera                   | Total carrera | Total carrera | 541   | 10    | 12               | 1                | 13                    | 0                     | 566   | 11    |
| 1. 2.                           |               |               |       |       |                  |                  |                       |                       |       |       |

## Palmarés
| Título             | Club         | País    | Año  |
| ------------------ | ------------ | ------- | ---- |
| Serie A de Ecuador | Delfín S. C. | Ecuador | 2019 |
| Serie A de Ecuador | Aucas        | Ecuador | 2022 |